# Dries van Schalkwyk
Andries Johannes van Schalkwyk, detto Dries (Bloemfontein, 21 dicembre 1984), è un rugbista a 15 sudafricano, internazionale per l'Italia, che gioca nel ruolo di terza linea.

## Biografia
van Schalkwyk maturò rugbisticamente disputando il campionato provinciale sudafricano, noto come Currie Cup, arrivando anche a vincere il trofeo nel 2009 con i Blue Bulls. Lo stesso anno vestì pure la maglia dei Southern Kings affrontando i British and Irish Lions durante il loro tour in Sudafrica. Fece anche parte della rosa delle franchigie dei Bulls e dei Lions impegnate nel Super Rugby.
Nel 2012 approdò alla franchigia italiana delle Zebre per giocare nel Pro12. Divenuto eleggibile per residenza, collezionò la sua prima presenza internazionale con l'Italia affrontando la Francia nella partita inaugurale del Sei Nazioni 2016.

## Palmarès
- Currie Cup: 1
Blue Bulls: 2009
- Vodacom Cup: 1
Blue Bulls: 2010